# Pauwoogpijlstaart
De pauwoogpijlstaart of avondpauwoog (Smerinthus ocellatus) is een vlinder uit de familie van de pijlstaarten (Sphingidae).

## Kenmerken
De rups van bij de 8 centimeter lang is blauwgroen van kleur met smalle, schuine, lichte strepen en een hoogoplopende sikkelvormige pijl op het achterlijf. De vlinder heeft een spanwijdte tussen de 70 en 95 millimeter. De achtervleugels van de vlinder zijn zeer fraai gekleurd. De voorvleugels daarentegen hebben een schutkleurtekening. Als hij bedreigd wordt, toont de vlinder plotseling de gekleurde achtervleugels om de aanvaller te verwarren.

## Leefwijze
De waardplanten van de rups zijn wilgen, populieren, de sleedoorn, de gewone vogelkers en fruitbomen.

## Verspreiding en leefgebied
De pauwoogpijlstaart komt voor in de buurt van rivierbeddingen, moerassen en vochtig grasland waar de waardplant de wilg in ruime mate voorkomt. Het zijn vaak lokale populaties waarvan het nageslacht zich niet van de betreffende plek verplaatst. De vlinder is wijdverspreid in Europa en Klein-Azië.
Noordelijke populaties vliegen in een generatie van mei tot juli. Populaties uit zuidelijkere gebieden vliegen in twee generaties van april tot juni en van augustus tot september.

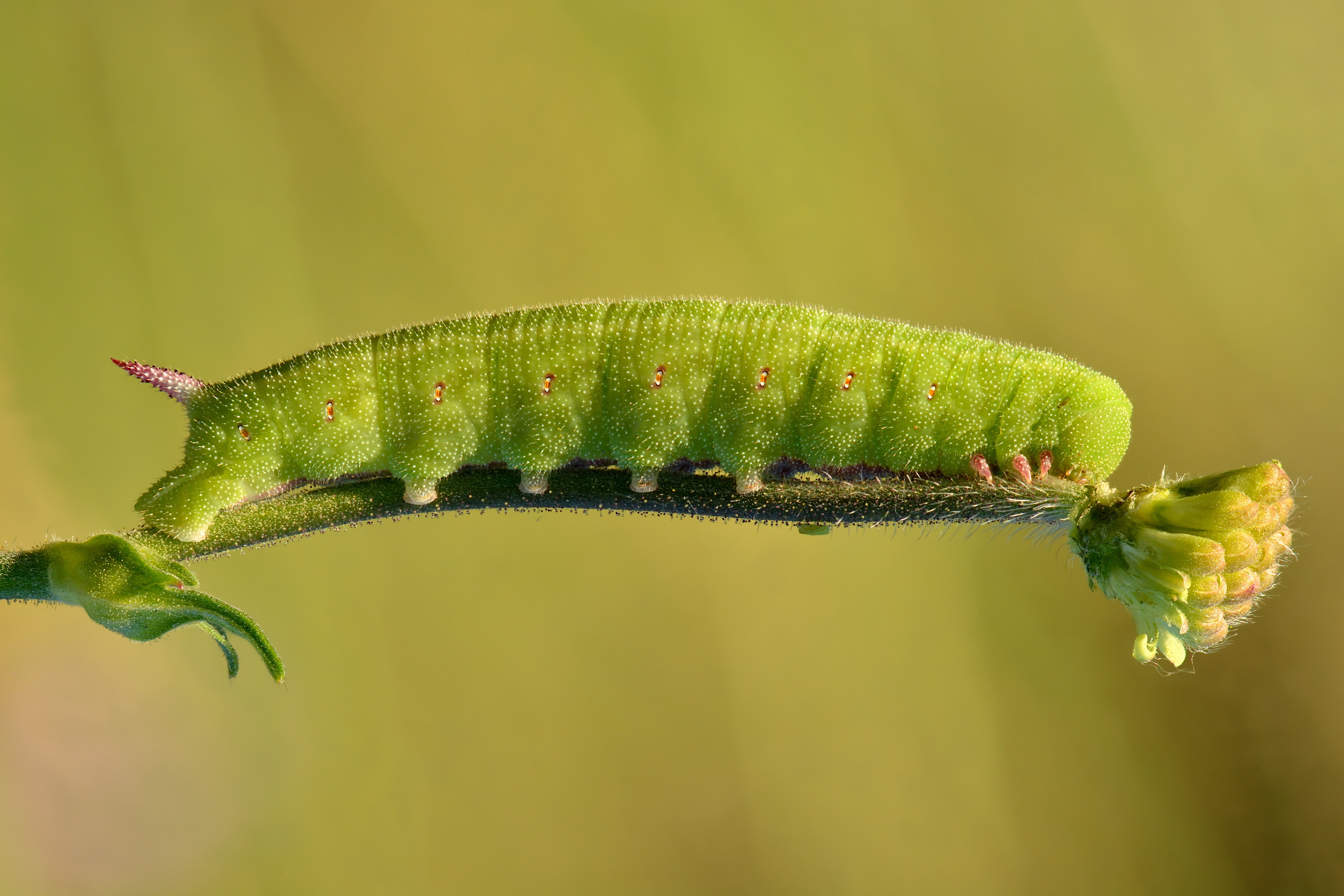
Rups
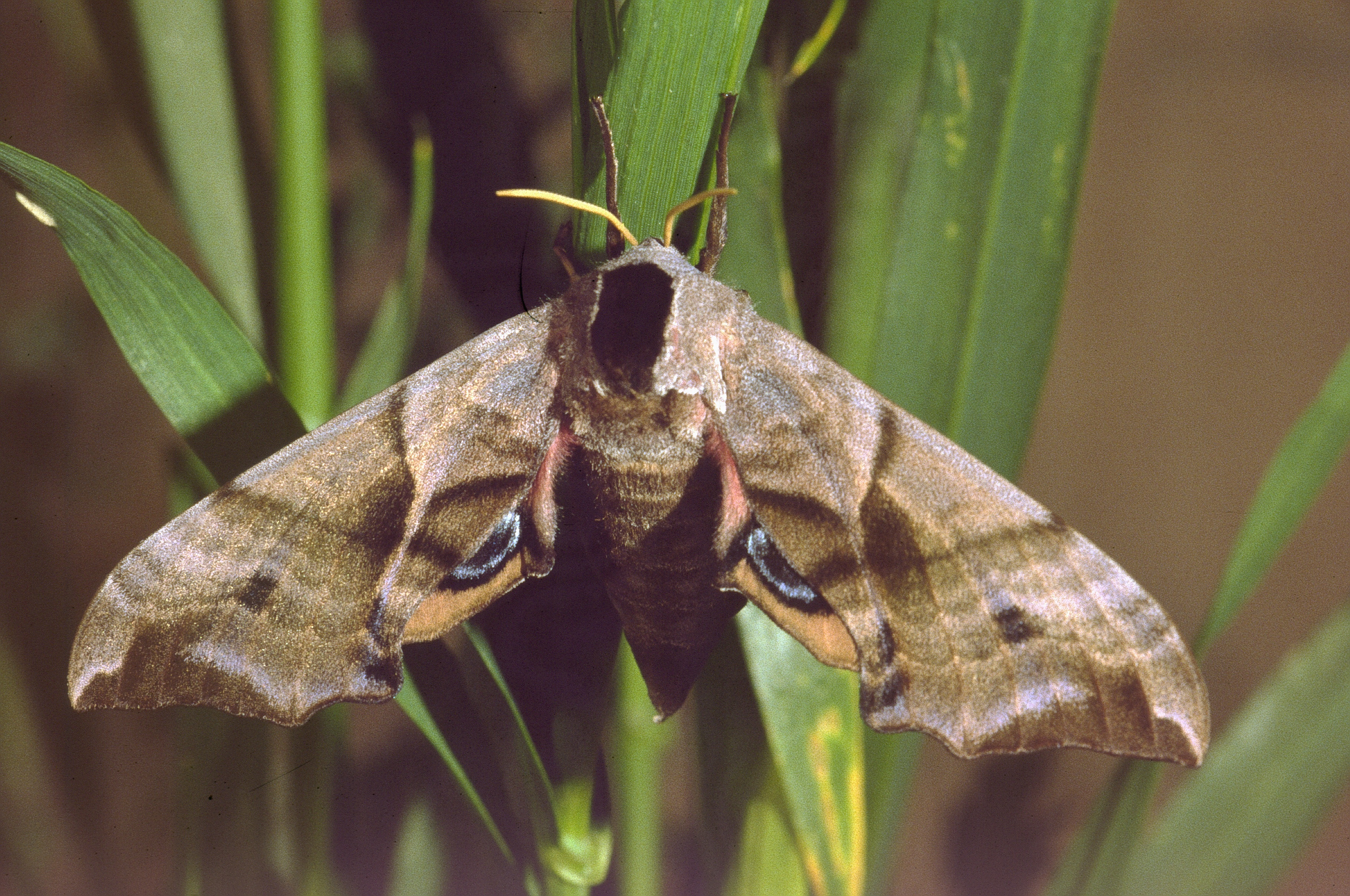